# Climbing!
| Recensione              | Giudizio     |
| ----------------------- | ------------ |
| AllMusic                | [ 2 ]        |
| Robert Christgau        | C+           |
| Sputnikmusic            | 4.5 (Superb) |
| Dizionario del Pop-Rock | [ 5 ]        |
| 24.000 dischi           | [ 6 ]        |

Climbing! è il primo album in studio del gruppo musicale statunitense Mountain, pubblicato nel marzo 1970 dall'etichetta Windfall Records e prodotto da Felix Pappalardi, arrivò al numero 17 (il 21 marzo 1970) nella classifica (album) Billboard 200 degli Stati Uniti, mentre il brano contenuto nell'album (e pubblicato anche come singolo) Mississippi Queen raggiunse (l'11 luglio 1970) la ventunesima posizione della classifica Billboard Hot 100;  è stata anche usata come colonna sonora in un episodio del cartone animato Regular Show.
Nel 2007 la Repertoire Records pubblicò l'album originale su CD con quattro brani bonus aggiunti.

## Tracce
Lato A
1. Mississippi Queen – 2:30 (Leslie West, Felix Pappalardi, David Rea, Corky Laing)
2. Theme for an Imaginary Western – 5:10 (Jack Bruce, Pete Brown)
3. Never in My Life – 4:50 (Leslie West, Felix Pappalardi, Gail Collins, Corky Laing)
4. Silver Paper – 3:17 (Leslie West, Felix Pappalardi, Gail Collins, George Gardos, Corky Laing, Steve Knight)

Lato B
1. For Yasgur's Farm – 3:20 (Leslie West, Felix Pappalardi, Gail Collins, George Gardos, Corky Laing, David Rea, Gary Ship)
2. To My Friend – 3:38 (Leslie West)
3. The Laird – 4:35 (Felix Pappalardi, Gail Collins)
4. Sittin' on a Rainbow – 2:20 (Leslie West, Gail Collins, Corky Laing)
5. Boys in the Band – 3:35 (Felix Pappalardi, Gail Collins)

Edizione CD del 2007, pubblicato dalla Repertoire Records (REPUK 1094)
1. Mississippi Queen – 2:33 (Leslie West, Felix Pappalardi, David Rea, Corky Laing)
2. Theme for an Imaginary Western – 5:08 (Jack Bruce, Pete Brown)
3. Never in My Life – 3:53 (Leslie West, Felix Pappalardi, Gail Collins, Corky Laing)
4. Silver Paper – 3:17 (Leslie West, Felix Pappalardi, Gail Collins, George Gardos, Corky Laing, Steve Knight)
5. For Yasgur's Farm – 3:24 (Leslie West, Felix Pappalardi, Gail Collins, George Gardos, Corky Laing, David Rea, Gary Ship)
6. To My Friend – 3:38 (Leslie West)
7. The Laird – 4:40 (Felix Pappalardi, Gail Collins)
8. Sittin' on a Rainbow – 2:23 (Leslie West, Gail Collins, Corky Laing)
9. Boys in the Band – 3:40 (Felix Pappalardi, Gail Collins)
10. Mississippi Queen – 2:33 (Leslie West, Felix Pappalardi, David Rea, Corky Laing) – Bonus Track - Single Version, Single A-Side UK-Bell BLL 1112
11. The Laird – 4:39 (Felix Pappalardi, Gail Collins) – Bonus Track - Single Version, Single B-Side UK-Bell BLL 1112
12. Sittin' on a Rainbow – 2:23 (Leslie West, Gail Collins, Corky Laing) – Bonus Track - Single Version, Single A-Side UK-Bell BLL 1125
13. To My Friend – 3:38 (Leslie West) – Bonus Track - Single Version, Single B-Side UK-Bell BLL 1125

## Musicisti
- Leslie West – chitarre, voce
- Felix Pappalardi – basso (eccetto tracce 6 e 7), pianoforte (traccia 1, 2 e 9), chitarra ritmica (traccia 7), voce (tracce 2, 4, 5, 7, 9)
- Corky Laing – batteria (eccetto tracce 6 e 7), percussioni (tracce 7 e 9)
- Steve Knight – organo (tracce 2, 3, 4 e 5), mellotron (tracce 2 e 9), hand bells (traccia 4)

Note aggiuntive
- Felix Pappalardi – produttore (per la Windfall Music Enterprises, Inc.), direttore musicale
- Bud Prager – produttore esecutivo
- Registrazioni effettuate al The Record Plant di New York City, New York (Stati Uniti)
- Bob d'Orleans – ingegnere delle registrazioni
- Llyllianne Douma – assistente ingegnere delle registrazioni
- Gail Collins – copertina album, fotografie
- Beverly Weinstein – art director
- Ringraziamento speciale a Andre Michael Pfromm[13]